# Grażyna Wyszomirska
Grażyna Wyszomirska (ur. 5 grudnia 1919 w Wieluniu, zm. 7 grudnia 2000 w Poznaniu) – polska artystka fotograf, uhonorowana tytułem Artiste FIAP (AFIAP). Członkini Okręgu Wielkopolskiego Związku Polskich Artystów Fotografików. Członkini Polskiego Towarzystwa Fotograficznego. Członkini Poznańskiego Towarzystwa Fotograficznego.

## Życiorys
Grażyna Wyszomirska związana z wielkopolskim środowiskiem fotograficznym – od 1926 roku mieszkała w Poznaniu. Od 1954 roku pracowała jako fotograf teatralny. Od 1964 roku do 1971 zajmowała się realizacją dokumentacji fotograficznej z przedstawień teatralnych Teatru Polskiego we Wrocławiu. Pokłosiem te pracy jest około 800 fotografii – z przedstawień teatralnych, portretów aktorów oraz zdjęć zrobionych za kulisami. Współpracowała z Operą na Zamku w Szczecinie oraz wieloma innymi teatrami dramatycznymi i muzycznymi (m.in. w Gnieźnie, Gorzowie Wielkopolskim, Jeleniej Górze, Słupsku i Poznaniu). Jej fotografie były publikowane w wielu almanachach, albumach teatralnych, baletowych oraz wydawnictwach muzycznych (Arkady, PWN, Wydawnictwo Poznańskie, WAG).
Grażyna Wyszomirska jest autorką 15 wystaw indywidualnych oraz wielu wystaw zespołowych, zbiorowych, krajowych i międzynarodowych – w Polsce i za granicą. Brała aktywny udział w Międzynarodowych Salonach Fotograficznych, organizowanych pod patronatem FIAP, zdobywając wiele akceptacji, wyróżnień, dyplomów, listów gratulacyjnych. W 1947 roku została członkinią Poznańskiego Towarzystwa Fotograficznego, w którym po raz pierwszy zaprezentowała swoje fotografie w – Galerii PTF. Od 1948 roku brała czynny udział w pracach Polskiego Towarzystwa Fotograficznego. W 1962 roku została przyjęta w poczet członków rzeczywistych Okręgu Wielkopolskiego Związku Polskich Artystów Fotografików (legitymacja nr 296). Pokłosiem udziału w Międzynarodowych Salonach Fotograficznych (pod patronatem FIAP) było przyznanie Grażynie Wyszomirskiej (w 1957 roku) tytułu honorowego Artiste FIAP (AFIAP) – tytułu nadanego przez Międzynarodową Federację Sztuki Fotograficznej FIAP, obecnie z siedzibą w Luksemburgu.
Fotografie Grażyny Wyszomirskiej (m.in. dokumentacja fotograficzna z przedstawień teatralnych, zrealizowana we wrocławskim Teatrze Polskim, w latach 1964–1971) znajdują się w zbiorach Dokumentów Życia Społecznego Zakładu Narodowego im. Ossolińskich we Wrocławiu oraz w zbiorach Wirtualnego Muzeum Historii Poznania. Zmarła 7 grudnia 2000 roku, pochowana na Cmentarzu Junikowo w Poznaniu.

## Odznaczenia
- Odznaka Honorowa Miasta Poznania (1979)
- Odznaka „Zasłużony Działacz Kultury” (1981)
- Medal 40-lecia ZPAF (1987)
- Medal 150-lecia Fotografii (1989)

Źródło